# Bartolommeo Bianco

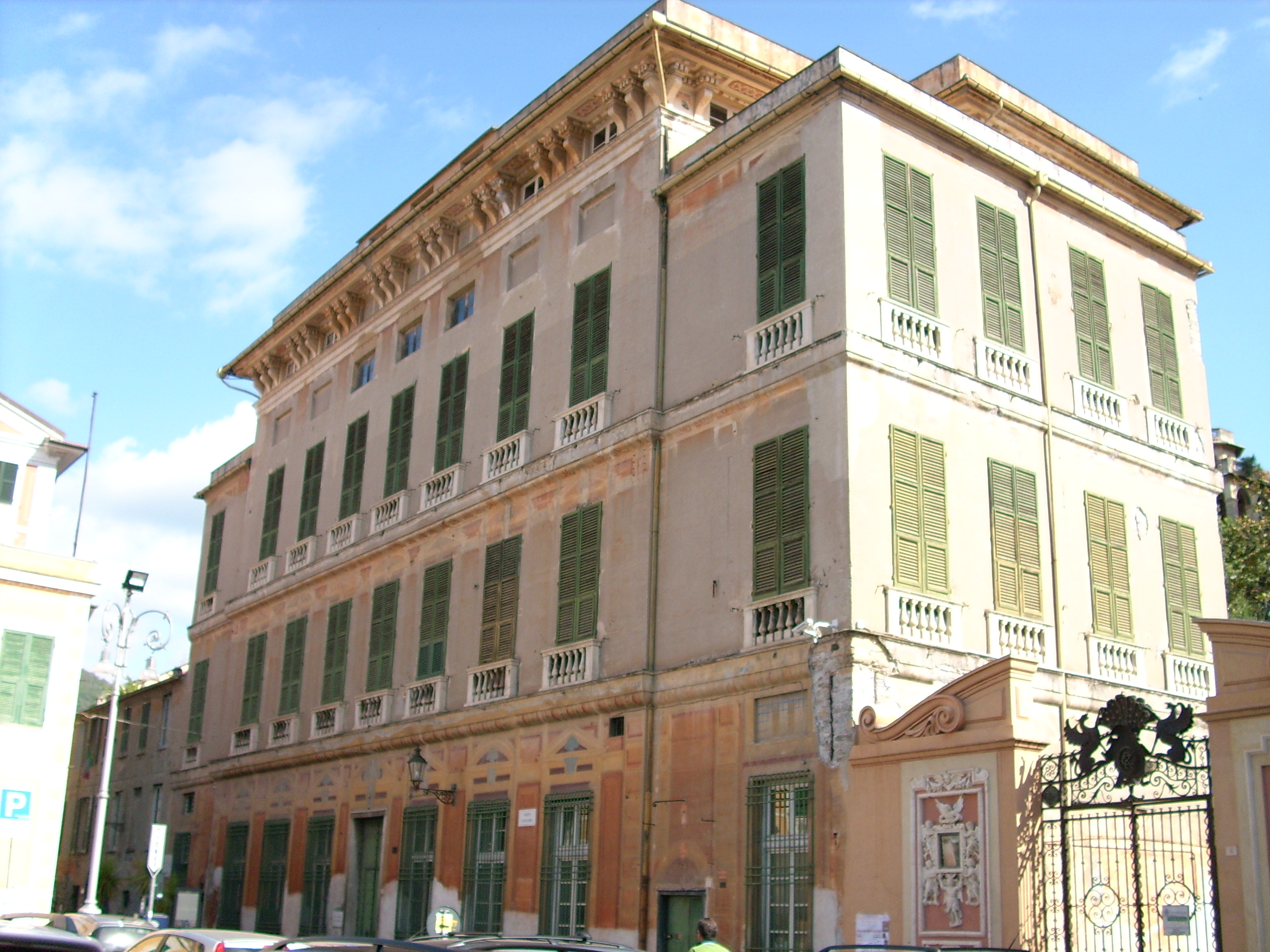
Palazzo Rocca van Bartolommeo Bianco te Chiavari, 1629

Bartolommeo Bianco of Bartolomeo Bianco van Como, (1590-1657) was een Genuese architect uit de vroege barok. Hij was  de ontwerper van verscheidene paleizen in Genua en van het centrale gebouw van de Universiteit van Genua. Een van zijn gebouwen is het Palazzo Balbi. Hij stierf in het tweede jaar van de twee jaar durende pestepidemie die de bevolking van de stad halveerde.
- Bibliothèque nationale de France: cb11992040f (data)
- Gemeinsame Normdatei: 121900002
- International Standard Name Identifier: 0000 0004 5510 0869
- Library of Congress Control Number: n84129091
- Union List of Artist Names: 500043400
- Virtual International Authority File: 28476033
- WorldCat: E39PCjCxQccqj7CFKHbbq76Jwy